# Nekrolog 1. Quartal 1984
Nekrolog
◄◄
| ◄
| 1980
| 1981
| 1982
| 1983
| 1984 | 1985 | 1986 | 1987 | 1988 | ► | ►►
1. Quartal |
2. Quartal |
3. Quartal |
4. Quartal 1984
Weitere Ereignisse | Allgemeiner Nekrolog 1984
Die Beschreibung der verstorbenen Person sollte so kurz wie möglich gehalten sein und nur deren signifikante Tätigkeit(en) enthalten.
Neue Namen ggf. auch unter dem Geburts- und Sterbedatum, also etwa unter 1. Januar und im Geburts- und Sterbejahr (2024) eintragen (nur bei entsprechender großer Wichtigkeit). Für Beispiele siehe die schon vorhandenen Artikel.
Außerdem über die fünf zuletzt Verstorbenen, zu denen es einen ausreichend guten Artikel für eine Präsentation auf der Hauptseite gibt, nach der todesbedingten Überarbeitung der Artikel ggf. auch unter Wikipedia Diskussion:Hauptseite informieren und sie am besten auch in den anderen Wikipedia-Sprachversionen eintragen. Tipp: Regelmäßig bei news.google.de nach „ist tot“, „gestorben“ oder „verstorben“ suchen.
Wenn eine Person gestorben ist, gibt es viele Seiten zu dieser Person in der Wikipedia, die davon auch betroffen sind und entsprechend aktualisiert werden müssen. Beispiele: Namenübersichtsseite, Geburtsjahr, Geburtsort-Seiten und viele mehr.
Wie finde ich die betroffenen Seiten?
Im Suchfeld auf der linken Seite gibt man den Suchbegriff so ein: „Vorname Nachname“. Dann klickt man auf Volltext und alle Seiten mit entsprechendem Suchtext werden aufgerufen. Hier sieht man dann schnell, wo auch das Todesjahr Sinn macht oder sogar ein Teil des Artikels angepasst werden muss. Auch hilft das „Werkzeug“ auf der linken Seite sehr gut, um solche Seiten aufzufinden: „Links auf diese Seite“. Somit ist die Wikipedia wieder aktuell in allen Bereichen! Hinweis: bei Eintragung der Kategorie „Gestorben JAHR“ wird der Missbrauchsfilter 49 ausgelöst, was jedoch nicht schlimm ist. Siehe: Spezial:Missbrauchsfilter/49
Dies ist eine Liste von im ersten Quartal 1984 verstorbenen bekannten Persönlichkeiten. Die Einträge erfolgen innerhalb der einzelnen Daten alphabetisch sortiert. Tiere sind im Nekrolog für Tiere zu finden.

## Januar
| Tag        | Name                                    | Beruf, bekannt als                                                                                   | Alter | Beleg |
| ---------- | --------------------------------------- | --- | ----- | ----- |
| 1. Januar  | Clemens Bauer                           | deutscher Historiker                                                                                 | 84    |       |
| 1. Januar  | Karl Brugger                            | deutscher Fernsehjournalist und Autor                                                                | ≈42   |       |
| 1. Januar  | Theodor Buchhold                        | deutsch-US-amerikanischer Elektro- und Raketentechniker                                              | 83    |       |
| 1. Januar  | Paula Grogger                           | österreichische Schriftstellerin                                                                     | 91    |       |
| 1. Januar  | Walter Hennecke                         | deutscher Konteradmiral                                                                              | 86    |       |
| 1. Januar  | Alexis Korner                           | britischer Blues-Musiker                                                                             | 55    |       |
| 1. Januar  | Maria Olguim                            | portugiesische Schauspielerin                                                                        | 85    |       |
| 1. Januar  | Julius Rieger                           | christlicher Theologe, Kommunalpolitiker und Autor                                                   | 82    |       |
| 1. Januar  | Augustin Souchy                         | deutscher Anarchist und Antimilitarist                                                               | 91    |       |
| 1. Januar  | Kaarlo Vähämäki                         | finnischer Turner                                                                                    | 91    |       |
| 2. Januar  | Sebastià Juan Arbó                      | katalanischer Schriftsteller                                                                         | 81    |       |
| 2. Januar  | Helene Benndorf                         | deutsche Bibliothekarin                                                                              | 86    |       |
| 2. Januar  | Klaus Mehnert                           | deutscher Journalist, Publizist und Hochschullehrer                                                  | 77    |       |
| 2. Januar  | Roberto Porta                           | uruguayischer Fußballspieler, Trainer                                                                | 70    |       |
| 2. Januar  | Kenneth Sitzberger                      | US-amerikanischer Wasserspringer                                                                     | 38    |       |
| 2. Januar  | Sidney P. Solow                         | US-amerikanischer Chemiker, Filmtechniker und Geschäftsführer                                        | 73    |       |
| 3. Januar  | Taras Borodajkewycz                     | österreichischer Historiker und Hochschullehrer                                                      | 81    |       |
| 3. Januar  | Louis A. Craig                          | US-amerikanischer Offizier, Generalmajor der US-Army                                                 | 92    |       |
| 3. Januar  | Rudolf Hornegg                          | österreichischer Rundfunksprecher und Fernsehmoderator                                               | 85    |       |
| 3. Januar  | Karl Immer                              | deutscher evangelischer Theologe                                                                     | 67    |       |
| 3. Januar  | Fritz Mattick                           | deutscher Botaniker                                                                                  | 82    |       |
| 3. Januar  | Fergus McDonell                         | britischer Filmeditor und Filmregisseur                                                              | 73    |       |
| 3. Januar  | Max Meth                                | US-amerikanischer Dirigent und Musikdirektor                                                         |       |       |
| 3. Januar  | Morris Sugden                           | englischer Chemiker                                                                                  | 64    |       |
| 4. Januar  | Hermann Jansen                          | deutscher Geistlicher, Generalvikar und Domherr in Köln                                              | 79    |       |
| 4. Januar  | Gösta Lindh                             | schwedischer Fußballspieler                                                                          | 59    |       |
| 4. Januar  | Frank Peratrovich                       | US-amerikanischer Politiker (Alaska)                                                                 | 88    |       |
| 4. Januar  | Alfons Sternecker                       | deutscher Landwirt und Politiker (CSU)                                                               | 82    |       |
| 4. Januar  | Frieder Weissmann                       | deutscher Dirigent und Komponist                                                                     | 90    |       |
| 5. Januar  | Giuseppe Fava                           | italienischer Journalist, Schriftsteller und Dramatiker                                              | 58    |       |
| 5. Januar  | Hans-Henning von Fölkersamb             | deutscher Offizier, zuletzt Generalmajor                                                             | 94    |       |
| 5. Januar  | Wilhelm Lettenbauer                     | deutscher Slawist                                                                                    | 76    |       |
| 5. Januar  | Hanns-Gero von Lindeiner                | deutscher Forstmann, Jäger, Diplomat und Politiker (CDU), MdB                                        | 71    |       |
| 5. Januar  | Vaclav Vytlacil                         | amerikanischer Maler, Bildhauer und Kunstpädagoge                                                    | 91    |       |
| 6. Januar  | Hermann Engelhard                       | deutscher Leichtathlet                                                                               | 80    |       |
| 6. Januar  | Icie Macy Hoobler                       | US-amerikanische Biochemikerin                                                                       | 91    |       |
| 6. Januar  | Hermann Kagerer                         | österreichischer Pfarrer und Widerstandskämpfer gegen den Nationalsozialismus                        | 87    |       |
| 6. Januar  | Ernest Laszlo                           | ungarisch-US-amerikanischer Kameramann                                                               | 85    |       |
| 6. Januar  | Paula Lepa                              | deutsche Synchronsprecherin und Schauspielerin                                                       | 71    |       |
| 6. Januar  | Manfred Twehle                          | deutscher Politiker (SPD), MdA                                                                       | 42    |       |
| 7. Januar  | Karl August Bühler                      | deutscher Politiker (CDU), MdL, MdB                                                                  | 79    |       |
| 7. Januar  | Karl Gustav Fellerer                    | deutscher Musikwissenschaftler                                                                       | 81    |       |
| 7. Januar  | Walter Forde                            | britischer Filmregisseur, Drehbuchautor, Schauspieler, Filmeditor und Filmproduzent                  | 87    |       |
| 7. Januar  | Alfred Kastler                          | deutsch-französischer Physiker                                                                       | 81    |       |
| 7. Januar  | Friedrich Muck-Lamberty                 | deutscher Kunsthandwerker und Inflationsheiliger                                                     | 92    |       |
| 7. Januar  | Arne Müntzing                           | schwedischer Genetiker                                                                               | 81    |       |
| 8. Januar  | Alwin Aßmann                            | österreichischer Politiker (WdU), Landtagsabgeordneter                                               | 84    |       |
| 8. Januar  | Tom Kelley                              | US-amerikanischer Fotograf                                                                           | 69    |       |
| 8. Januar  | Rose-Marie Kirstein                     | deutsche Schauspielerin und Synchronsprecherin                                                       | 43    |       |
| 8. Januar  | Gennaro Pesce                           | italienischer Klassischer Archäologe                                                                 | 81    |       |
| 9. Januar  | Otto Kraus                              | deutscher Mineraloge und Naturschützer                                                               | 78    |       |
| 9. Januar  | Seán MacEntee                           | irischer Politiker                                                                                   | 94    |       |
| 9. Januar  | Deighton Lisle Ward                     | barbadischer Rechtsanwalt und Politiker                                                              | 74    |       |
| 9. Januar  | Johannes Warnke                         | deutscher Politiker (SED), MdV                                                                       | 87    |       |
| 9. Januar  | Friedrich Welter                        | deutscher Komponist, Musikpädagoge und -kritiker                                                     | 83    |       |
| 10. Januar | Lancelot Bosanquet                      | britischer Mathematiker                                                                              | 80    |       |
| 10. Januar | Dows Dunham                             | US-amerikanischer Ägyptologe                                                                         | 93    |       |
| 10. Januar | Charles Fasel                           | Schweizer Eishockeyspieler                                                                           | 85    |       |
| 10. Januar | Thore Jederby                           | schwedischer Jazzmusiker                                                                             | 70    |       |
| 10. Januar | Otto Jenzok                             | deutscher Politiker (CDU), MdL                                                                       | 55    |       |
| 10. Januar | Artur Kutzelnigg                        | österreichisch-deutscher Diplomingenieur und Warenwissenschaftler                                    | 79    |       |
| 10. Januar | Toivo Loukola                           | finnischer Leichtathlet                                                                              | 81    |       |
| 10. Januar | Óscar Medina                            | chilenischer Fußballspieler                                                                          | 66    |       |
| 10. Januar | Peter A. Munch                          | norwegisch-US-amerikanischer Soziologe                                                               | 75    |       |
| 10. Januar | Hermann Neuschäffer                     | deutscher Rechtsanwalt                                                                               | 85    |       |
| 10. Januar | Josef Oswald                            | deutscher Kirchenhistoriker, Heimatforscher                                                          | 83    |       |
| 10. Januar | Souvanna Phouma                         | laotischer Politiker, Premierminister von Laos (1951–1954, 1956–1958, 1960 und 1962–1975)            | 82    |       |
| 10. Januar | Thoralf Strømstad                       | norwegischer Skisportler                                                                             | 86    |       |
| 10. Januar | Elfriede Weiler                         | deutsche Politikerin (SPD), MdL                                                                      | 77    |       |
| 11. Januar | Jenő Beamter                            | ungarischer Jazzmusiker                                                                              | 71    |       |
| 11. Januar | Fritz Geißler                           | deutscher Komponist                                                                                  | 62    |       |
| 11. Januar | James L. Holloway Jr.                   | US-amerikanischer Offizier, Admiral der US-Navy                                                      | 85    |       |
| 11. Januar | Jack La Rue                             | US-amerikanischer Schauspieler                                                                       | 81    |       |
| 11. Januar | Mark E. Petersen                        | US-amerikanischer Zeitungsverleger und Apostel der Kirche Jesu Christi der Heiligen der Letzten Tage | 83    |       |
| 11. Januar | Bernard Pietenpol                       | US-amerikanischer Flugzeugkonstrukteur                                                               | 82    |       |
| 11. Januar | Hans Reip                               | deutscher Sportfunktionär, Journalist und Autor                                                      | 77    |       |
| 11. Januar | Karl E. Smidt                           | deutscher Marineoffizier, zuletzt Admiral                                                            | 80    |       |
| 11. Januar | Erik Stensiö                            | schwedischer Paläontologe                                                                            | 92    |       |
| 12. Januar | Earl Muetterties                        | US-amerikanischer Chemiker                                                                           | 56    |       |
| 12. Januar | Lothar Sagner                           | deutscher Politiker (CDU), MdBB                                                                      | 67    |       |
| 13. Januar | Fulvio Bernardini                       | italienischer Fußballspieler und -trainer                                                            | 78    |       |
| 13. Januar | Leon Jucewicz                           | polnischer Eisschnellläufer                                                                          | 81    |       |
| 13. Januar | Frits Wiersma                           | niederländischer Radrennfahrer                                                                       | 89    |       |
| 13. Januar | Tommy Younger                           | schottischer Fußballspieler                                                                          | 53    |       |
| 14. Januar | Garabed Amadouni                        | türkisch-armenischer Geistlicher                                                                     | 83    |       |
| 14. Januar | Gerhard Arnold                          | deutscher Jurist, Verwaltungsbeamter und Politiker (SPD)                                             | 56    |       |
| 14. Januar | Brooks Atkinson                         | US-amerikanischer Theaterkritiker                                                                    | 89    |       |
| 14. Januar | Paul Ben-Haim                           | israelischer Komponist                                                                               | 86    |       |
| 14. Januar | Ludwig Eckes                            | deutscher Unternehmer                                                                                | 70    |       |
| 14. Januar | Ray Kroc                                | US-amerikanischer Unternehmer, Gründer von McDonald’s                                                | 81    |       |
| 14. Januar | Rudolf Lehmann                          | deutscher Historiker und Archivar                                                                    | 92    |       |
| 14. Januar | Hans Weibold                            | österreichischer Maler                                                                               | 81    |       |
| 15. Januar | Titus Burckhardt                        | Schweizer Sufiforscher und Vertreter der Philosophia perennis                                        | 75    |       |
| 15. Januar | Fazıl Küçük                             | zyprischer Politiker, Vizepräsident der Republik Zypern                                              |       |       |
| 15. Januar | Marianne Manasse                        | deutsch-US-amerikanische Kunsthistorikerin und Malerin                                               | 72    |       |
| 15. Januar | Kurt Mansfeld                           | deutscher Motorradrennfahrer                                                                         | 73    |       |
| 15. Januar | Koos du Plessis                         | südafrikanischer Singer-Songwriter und Poet                                                          | 38    |       |
| 15. Januar | Karl Seuling                            | deutscher Politiker (KPD), Landtagsabgeordneter Volksstaat Hessen                                    | 83    |       |
| 16. Januar | Kenneth Arnold                          | US-amerikanischer Geschäftsmann und UFO-Sichter                                                      | 68    |       |
| 16. Januar | Carl Caelius                            | deutscher Kapellmeister und Chordirektor                                                             | 76    |       |
| 16. Januar | C. M. Stephen                           | indischer Politiker (INC), Lok-Sabha-Mitglied und Unionsminister                                     | 65    |       |
| 17. Januar | Vlado Bednár                            | slowakischer Schriftsteller und Journalist                                                           | 42    |       |
| 17. Januar | Friedrich von Bülow                     | deutscher Abteilungsdirektor bei Krupp                                                               | 94    |       |
| 17. Januar | Kodama Yoshio                           | politisch engagierter japanischer Krimineller                                                        | 72    |       |
| 17. Januar | Giannis Konstantinidis                  | griechischer Komponist                                                                               | 80    |       |
| 17. Januar | Clemens Laby                            | deutscher Bergbauingenieur und West-Spion                                                            | 83    |       |
| 17. Januar | Robert Pikler                           | australischer Geiger, Bratschist, Dirigent und Musikpädagoge ungarischer Herkunft                    | 74    |       |
| 17. Januar | Rudolf Rausch                           | deutscher Landespolitiker (KPD, SED)                                                                 | 77    |       |
| 17. Januar | George Rigaud                           | argentinischer Schauspieler                                                                          | 78    |       |
| 17. Januar | Georg Friedrich Zimmermann              | deutscher römisch-katholischer Priester, Kirchenmusiker und Diözesanmusikdirektor                    | 67    |       |
| 18. Januar | Henriette Bosquier                      | französische Politikerin, Mitglied der Nationalversammlung                                           | 66    |       |
| 18. Januar | Gladys Anderson Emerson                 | US-amerikanische Biochemikerin und Ernährungswissenschaftlerin                                       | 80    |       |
| 18. Januar | Alfred Erhart                           | deutscher Bildhauer                                                                                  | 55    |       |
| 18. Januar | Heinrich Gleißner                       | österreichischer Jurist und Politiker (ÖVP)                                                          | 90    |       |
| 18. Januar | Malcolm Kerr                            | US-amerikanischer Politologe                                                                         | 52    |       |
| 18. Januar | Hans Constantin Paulssen                | deutscher Industrieller und Präsident der Bundesvereinigung der Deutschen Arbeitgeberverbände        | 91    |       |
| 18. Januar | Panteleimon Kondratjewitsch Ponomarenko | sowjetischer Politiker und Generalleutnant                                                           | 81    |       |
| 18. Januar | Ary dos Santos                          | portugiesischer Dichter                                                                              | 46    |       |
| 18. Januar | Carl Sembach                            | deutscher Zirkusdirektor                                                                             | 75    |       |
| 18. Januar | César Socarraz                          | peruanischer Fußballspieler                                                                          | 64    |       |
| 18. Januar | Vasilis Tsitsanis                       | griechischer Sänger, Komponist und Bouzouki-Virtuose                                                 | 67    |       |
| 18. Januar | Rudolf Zenker                           | deutscher Chirurg und Hochschullehrer                                                                | 80    |       |
| 19. Januar | Gösta Bengtsson                         | schwedischer Segler                                                                                  | 86    |       |
| 19. Januar | Max Bentley                             | kanadischer Eishockeyspieler                                                                         | 63    |       |
| 19. Januar | Carl von Braitenberg                    | italienischer Politiker (Südtirol), MdEP                                                             | 91    |       |
| 19. Januar | Everhard Bungartz                       | deutscher Unternehmer und Politiker (FDP), MdL                                                       | 83    |       |
| 19. Januar | Michael Jovy                            | deutscher Widerstandskämpfer, Diplomat und Gerechter unter den Völkern                               | 63    |       |
| 19. Januar | Robert Lucas                            | österreichisch-britischer Schriftsteller und Kabarettist                                             | 79    |       |
| 19. Januar | Erich Seelig                            | deutsch-jüdischer Boxer                                                                              | 74    |       |
| 19. Januar | Wolfgang Staudte                        | deutscher Filmregisseur                                                                              | 77    |       |
| 19. Januar | Hans Maria Wingler                      | deutscher Kunsthistoriker                                                                            | 64    |       |
| 19. Januar | Siegfried Ziegler                       | deutscher Esperantist, Verleger und Politiker (SPD), MdL                                             | 81    |       |
| 20. Januar | Julius Federer                          | deutscher Richter des Bundesverfassungsgerichts (7. September 1951 bis 31. August 1967)              | 72    |       |
| 20. Januar | Hagbart Haakonsen                       | norwegischer Skilangläufer                                                                           | 88    |       |
| 20. Januar | Helmuth Kittel                          | deutsches SA-Mitglied, Religionspädagoge und Kirchengeschichtler                                     | 81    |       |
| 20. Januar | Fritz Schäperkötter                     | deutscher Politiker (SPD), MdL                                                                       | 77    |       |
| 20. Januar | Peter Schütt                            | deutscher Politiker (CDU)                                                                            | 82    |       |
| 20. Januar | Friedrich A. Stock                      | deutscher Schachfunktionär und Hotelbesitzer                                                         | 83    |       |
| 20. Januar | Artur Svensson                          | schwedischer Läufer                                                                                  | 83    |       |
| 20. Januar | Georg Thurmair                          | deutscher Dichter von Kirchenliedern, Schriftsteller und Dokumentarfilmer                            | 74    |       |
| 20. Januar | Johnny Weissmüller                      | US-amerikanischer Schwimmer, Wasserballspieler und Filmschauspieler                                  | 79    |       |
| 21. Januar | Roger Blin                              | französischer Schauspieler und Regisseur                                                             | 76    |       |
| 21. Januar | Erich Hofmann                           | deutscher Politiker (NSDAP), MdR                                                                     | 82    |       |
| 21. Januar | Willy Hofmann                           | deutscher Opern-, Operetten- und Rundfunksänger (lyrischer Tenor, Buffo-Tenor)                       | 74    |       |
| 21. Januar | Michail Awksentjewitsch Lesetschko      | sowjetischer Politiker (KPdSU)                                                                       | 74    |       |
| 21. Januar | Edgar Wickner Percival                  | britischer Pilot und Flugzeugkonstrukteur                                                            | 86    |       |
| 21. Januar | Jackie Wilson                           | US-amerikanischer Rhythm-and-Blues- und Soul-Sänger                                                  | 49    |       |
| 22. Januar | Ronald Kinloch Anderson                 | schottischer Pianist, Musikpädagoge und Musikproduzent                                               | 72    |       |
| 22. Januar | Hans Beckers                            | deutscher Architekt                                                                                  | 81    |       |
| 22. Januar | Vladimir Jurko Glaser                   | jugoslawischer Physiker                                                                              | 59    |       |
| 22. Januar | Michael Gonzi                           | römisch-katholischer Geistlicher, Bischof von Gozo und Erzbischof von Malta                          | 98    |       |
| 22. Januar | Karl Heinz Krauskopf                    | deutscher Maler und Grafiker                                                                         | 53    |       |
| 22. Januar | Anton Lamprecht                         | deutscher Maler                                                                                      | 82    |       |
| 22. Januar | Irmgard von Lemmers-Danforth            | deutsche Sammlerin historischer Einrichtungsgegenstände                                              | 91    |       |
| 22. Januar | Chaim Perelman                          | polnisch-belgischer Jurist, Moral- und Rechtsphilosoph                                               | 71    |       |
| 22. Januar | Otto Maria Polley                       | österreichischer Schriftsteller                                                                      | 73    |       |
| 22. Januar | Siegfried Rösch                         | deutscher Mineraloge                                                                                 | 84    |       |
| 22. Januar | Kurt Türke                              | deutscher Schriftsteller                                                                             | 63    |       |
| 22. Januar | Josef Walcher                           | österreichischer Skirennläufer                                                                       | 29    |       |
| 23. Januar | Paul Becker                             | deutsch-österreichischer Journalist                                                                  | 73    |       |
| 23. Januar | Samuel Gardner                          | US-amerikanischer Komponist und Violinist                                                            | 92    |       |
| 23. Januar | Hans Christian Sørensen                 | dänischer Turner                                                                                     | 83    |       |
| 23. Januar | Radko Stöckl                            | deutscher Pädagoge und Politiker (SPD), MdL                                                          | 59    |       |
| 24. Januar | Karl-Heinz Bente                        | deutscher Fußballspieler                                                                             | 42    |       |
| 24. Januar | Bernard Cowen                           | irischer Politiker (Fianna Fáil)                                                                     | 51    |       |
| 24. Januar | Max Hey                                 | britischer Mineraloge, Chemiker und Kristallograph                                                   | 79    |       |
| 24. Januar | Karl Jaeckel                            | deutscher Ingenieur, Mathematiker und Hochschullehrer                                                | 75    |       |
| 24. Januar | Rosser Reeves                           | US-amerikanischer Marketing-Theoretiker                                                              |       |       |
| 25. Januar | George Avis Fulcher                     | US-amerikanischer Geistlicher, römisch-katholischer Bischof von Lafayette in Indiana                 | 61    |       |
| 25. Januar | Hermann Greive                          | deutscher Judaist                                                                                    | 48    |       |
| 25. Januar | Walter Heinrich                         | österreichischer Ökonom und sudetendeutscher Politiker                                               | 81    |       |
| 25. Januar | Karl Höhnel                             | deutscher Archivar                                                                                   | 83    |       |
| 25. Januar | Michael Landmann                        | Schweizer Philosoph                                                                                  | 70    |       |
| 25. Januar | Konrad Mellerowicz                      | deutscher Hochschullehrer, Betriebswirt                                                              | 92    |       |
| 26. Januar | Leny Marenbach                          | deutsche Schauspielerin                                                                              | 76    |       |
| 26. Januar | Bernhard Schulte                        | deutscher Pädagoge und Erwachsenenbildner                                                            | 69    |       |
| 27. Januar | Elso S. Barghoorn                       | US-amerikanischer Paläontologe und Botaniker                                                         | 68    |       |
| 27. Januar | Gary Gabelich                           | US-amerikanischer Rennfahrer                                                                         | 43    |       |
| 27. Januar | Rudolf Horn                             | deutscher klassischer Archäologe                                                                     | 80    |       |
| 27. Januar | Henning von Rumohr                      | deutscher Verwaltungsbeamter, Rittergutsbesitzer und Schriftsteller                                  | 79    |       |
| 27. Januar | Manfred Zalden                          | österreichischer Musiker und Komponist                                                               | 81    |       |
| 28. Januar | Eberhart Baumgärtel                     | deutscher Chemiker und Hochschullehrer                                                               | 60    |       |
| 28. Januar | Al Dexter                               | US-amerikanischer Country-Musiker und Songwriter                                                     | 78    |       |
| 28. Januar | Sohrab Modi                             | indischer Schauspieler, Filmregisseur und -produzent                                                 | 86    |       |
| 28. Januar | Miklós Riesz                            | ungarischer Wirtschaftswissenschaftler                                                               | 64    |       |
| 28. Januar | Alfons Schäffer                         | deutscher Politiker (CSU)                                                                            | 60    |       |
| 28. Januar | Walter Johannes Schröder                | deutscher Philologe, Schriftsteller und Hochschullehrer                                              | 73    |       |
| 28. Januar | Tazaki Hirosuke                         | japanischer Maler                                                                                    | 85    |       |
| 29. Januar | Irene Blumenstein-Steiner               | Schweizer Steuerrechtsexpertin und erste Lehrstuhlinhaberin der Universität Bern                     | 87    |       |
| 29. Januar | Frances Goodrich                        | US-amerikanische Drehbuch- und Theaterautorin sowie Theaterschauspielerin                            | 93    |       |
| 29. Januar | Max Güde                                | deutscher Jurist und Politiker (CDU), MdB                                                            | 82    |       |
| 29. Januar | Gunther Ipsen                           | österreichischer Soziologe und Bevölkerungswissenschaftler                                           | 84    |       |
| 29. Januar | Heinrich Peper                          | deutscher Politiker (NSDAP), MdR                                                                     | 81    |       |
| 29. Januar | Edzard Schaper                          | deutscher Schriftsteller und Übersetzer                                                              | 75    |       |
| 29. Januar | John Macnaghten Whittaker               | britischer Mathematiker                                                                              | 78    |       |
| 30. Januar | Walter A. Berendsohn                    | deutscher Germanist, Skandinavist, Exilforscher                                                      | 99    |       |
| 30. Januar | Luke Kelly                              | irischer Folk-Sänger und Banjo-Spieler                                                               | 43    |       |
| 30. Januar | Werner Körbs                            | deutscher Sportwissenschaftler                                                                       | 77    |       |
| 30. Januar | Waldemar Nowakowski                     | polnischer Geodät und Grafiker                                                                       | 66    |       |
| 30. Januar | Fritz Nüßlein                           | deutscher Jagd- und Forstwissenschaftler und Hochschullehrer                                         | 84    |       |
| 30. Januar | Anatoli Wladimirowitsch Olisarenko      | sowjetischer Radrennfahrer                                                                           | 47    |       |
| 30. Januar | André Stander                           | südafrikanischer Räuber                                                                              |       |       |
| 31. Januar | George Harmon Coxe                      | US-amerikanischer Schriftsteller                                                                     |       |       |
| 31. Januar | Anna Dräger-Mühlenpfordt                | deutsche Malerin, Grafikerin                                                                         | 96    |       |
| 31. Januar | Andor Hencke                            | deutscher Diplomat und Unterstaatssekretär                                                           | 88    |       |
| 31. Januar | Artur Rinne                             | estnischer Sänger                                                                                    | 73    |       |
| 31. Januar | Otto Veit                               | deutscher Wirtschaftswissenschaftler                                                                 | 85    |       |

## Februar
| Tag         | Name                                     | Beruf, bekannt als                                                                                            | Alter | Beleg |
| ----------- | ---------------------------------------- | --- | ----- | ----- |
| 1. Februar  | Josef Kürzinger                          | römisch-katholischer Priester und Hochschullehrer                                                             | 85    |       |
| 1. Februar  | Ewald Pfannschmidt                       | deutscher Journalist und Schriftsteller                                                                       | 81    |       |
| 1. Februar  | José Prida y Solares                     | spanisch-chilenischer Maler                                                                                   | 95    |       |
| 1. Februar  | Ada Smith                                | US-amerikanische Vaudeville-Tänzerin, Sängerin und Nachtclubbetreiberin                                       | 89    |       |
| 1. Februar  | Nahum Tschacbasov                        | US-amerikanischer Maler, Grafiker und Lehrer russischer Herkunft                                              | 84    |       |
| 1. Februar  | Hans Vinjarengen                         | norwegischer Nordischer Kombinierer                                                                           | 78    |       |
| 1. Februar  | Sigrid Westphal-Hellbusch                | deutsche Anthropologin                                                                                        | 68    |       |
| 2. Februar  | Heinz Brunotte                           | deutscher lutherischer Theologe                                                                               | 87    |       |
| 2. Februar  | Josef Kamper                             | österreichischer Motorrad-Rennfahrer                                                                          | 58    |       |
| 2. Februar  | Werner Lufft                             | deutscher Jurist und Politiker (SPD, SED), MdR                                                                | 85    |       |
| 2. Februar  | Johannes Waldburger                      | Schweizer Zimmermann und Architekt                                                                            | 80    |       |
| 3. Februar  | Walter Bosshard                          | Schweizer Fußballspieler                                                                                      | 63    |       |
| 3. Februar  | Johann Buttinger                         | österreichischer Politiker (SPÖ), Landtagsabgeordneter, Abgeordneter zum Nationalrat                          | 84    |       |
| 3. Februar  | Alfred Consten                           | deutscher Mediziner und Standespolitiker                                                                      |       |       |
| 3. Februar  | Edith Leffmann                           | deutsche Kinderärztin und Widerstandskämpferin                                                                | 89    |       |
| 3. Februar  | Hubert Ney                               | deutscher Politiker (Zentrum, CVP, CDU, CNG), MdL                                                             | 91    |       |
| 3. Februar  | Josef Stanek                             | deutscher Elektroingenieur und Hochschullehrer                                                                | 82    |       |
| 4. Februar  | Henry S. Kaplan                          | US-amerikanischer Radiologe                                                                                   | 65    |       |
| 4. Februar  | Frederick Lee, Baron Lee of Newton       | britischer Politiker (Labour), Mitglied des House of Commons                                                  | 77    |       |
| 5. Februar  | Chuck Cooper                             | US-amerikanischer Basketballspieler                                                                           | 57    |       |
| 5. Februar  | El Santo                                 | mexikanischer Luchador-Wrestler und Schauspieler                                                              | 66    |       |
| 5. Februar  | Arno Faust                               | deutscher Sänger und Zeichner                                                                                 | 65    |       |
| 5. Februar  | Richard Kepp                             | deutscher Gynäkologe und Hochschullehrer                                                                      | 71    |       |
| 05. Februar | Nakazawa Yonetarō                        | japanischer Zehnkämpfer                                                                                       | 80    |       |
| 5. Februar  | Tiny Powell                              | US-amerikanischer Gospel- und Bluessänger                                                                     | 61    |       |
| 5. Februar  | Ingeborg Schleiss David                  | dänische Theaterschauspielerin                                                                                | 84    |       |
| 5. Februar  | Manès Sperber                            | österreichisch-französischer Schriftsteller, Sozialpsychologe und Philosoph                                   | 78    |       |
| 6. Februar  | Hildegard Bleyler                        | deutsche Politikerin (Zentrum, CDU), MdB                                                                      | 84    |       |
| 6. Februar  | Frank Byers, Baron Byers                 | britischer Politiker (Liberal Party), Mitglied des House of Commons                                           | 68    |       |
| 6. Februar  | Charles Delelienne                       | belgischer Hockeytorhüter                                                                                     | 91    |       |
| 6. Februar  | Jimmy Ernst                              | deutsch-US-amerikanischer Maler                                                                               | 63    |       |
| 6. Februar  | Rudolf Fleischer                         | deutscher Maler und Grafiker                                                                                  | 68    |       |
| 6. Februar  | Jorge Guillén                            | spanischer Dichter                                                                                            | 91    |       |
| 6. Februar  | Ronald Moody                             | jamaikanischer Bildhauer                                                                                      | 83    |       |
| 6. Februar  | Remus Răduleț                            | rumänischer Elektroingenieur                                                                                  | 79    |       |
| 6. Februar  | Solomon Schonfeld                        | britischer Rabbiner                                                                                           | 71    |       |
| 6. Februar  | Radu Șerban                              | rumänischer Komponist und Songwriter                                                                          | 57    |       |
| 6. Februar  | Hans Weiß                                | deutscher Grafiker und Kunstmaler                                                                             | 69    |       |
| 7. Februar  | Erwin Altenburger                        | österreichischer Politiker (ÖVP), Abgeordneter zum Nationalrat                                                | 80    |       |
| 7. Februar  | Karl Bartunek                            | deutscher Verwaltungsbeamter und Politiker (GB/BHE), MdL                                                      | 77    |       |
| 7. Februar  | Claire Bauroff                           | deutsche Tänzerin                                                                                             | 88    |       |
| 7. Februar  | Alfred Daniel                            | deutscher Jurist und christlicher Anarchist                                                                   | 97    |       |
| 7. Februar  | Gustav Harteneck                         | deutscher General der Kavallerie im Zweiten Weltkrieg                                                         | 91    |       |
| 7. Februar  | Ribeirinho                               | portugiesischer Schauspieler und Filmregisseur                                                                | 72    |       |
| 7. Februar  | James Sinclair                           | kanadischer Politiker (Liberale Partei)                                                                       | 75    |       |
| 7. Februar  | Berta Thiersch                           | deutsche Autorin                                                                                              | 95    |       |
| 8. Februar  | Philippe Ariès                           | französischer Mediävist und Historiker der Annales-Schule                                                     | 69    |       |
| 8. Februar  | Irene Köhler                             | deutsche Funktionärin, Abteilungsleiterin des ZK der SED                                                      | 65    |       |
| 8. Februar  | Maria Weber                              | deutsche Bildhauerin                                                                                          | 85    |       |
| 8. Februar  | Friedrich Wilke                          | deutscher Politiker (DHP, DP), MdL Niedersachsen                                                              | 77    |       |
| 9. Februar  | Juri Wladimirowitsch Andropow            | sowjetischer Politiker                                                                                        | 69    |       |
| 9. Februar  | Erich Glaser                             | deutscher Kletterer und Bergsteiger, Gegner des Nationalsozialismus und Sportfunktionär                       | 83    |       |
| 9. Februar  | Arlette Marchal                          | französische Schauspielerin                                                                                   | 82    |       |
| 9. Februar  | Bruno Schier                             | sudetendeutscher Volkstumsforscher                                                                            | 81    |       |
| 10. Februar | Kurt Baehr                               | deutscher Gewerkschafter und Mitglied des Bayerischen Senats                                                  | 67    |       |
| 10. Februar | Willi Baumert                            | deutscher Psychiater und Euthanasietäter                                                                      | 74    |       |
| 10. Februar | Henrik Becker                            | deutscher Sprachwissenschaftler                                                                               | 81    |       |
| 10. Februar | Willus Brenner                           | deutscher Maler                                                                                               | 81    |       |
| 10. Februar | Tommy Briggs                             | englischer Fußballspieler                                                                                     | 60    |       |
| 10. Februar | Hermann Koch                             | deutscher Möbelfabrikant und Politiker (CDU), MdB                                                             | 84    |       |
| 11. Februar | Elisabeth Krumme                         | deutsche Juristin, Richterin am Bundesgerichtshof                                                             | 86    |       |
| 11. Februar | Jochen Richert                           | deutscher Manager                                                                                             | 68    |       |
| 11. Februar | Georges Wakhévitch                       | russisch-ukrainisch-französischer Filmarchitekt und Bühnenbildner                                             | 76    |       |
| 12. Februar | Anna Anderson                            | US-amerikanische Frau, behauptete russische Zarentochter                                                      | 87    |       |
| 12. Februar | Stefan Bareła                            | polnischer Bischof von Częstochowa, Polen                                                                     | 67    |       |
| 12. Februar | Julio Cortázar                           | argentinischer Schriftsteller                                                                                 | 69    |       |
| 12. Februar | Franz Dusika                             | österreichischer Radrennfahrer                                                                                | 75    |       |
| 12. Februar | Wilhelm Heibel                           | deutscher Politiker (Zentrum, CDU), MdL Württemberg-Baden                                                     | 91    |       |
| 12. Februar | Tom Keating                              | britischer Restaurator und Kunstfälscher                                                                      | 66    |       |
| 12. Februar | Elmer Keith                              | US-amerikanischer Waffentechniker und Autor                                                                   | 84    |       |
| 12. Februar | Johannes Messner                         | österreichischer Theologe, Rechtswissenschaftler und Politiker                                                | 92    |       |
| 12. Februar | Hans Schaarwächter                       | deutscher Journalist und Dramaturg                                                                            | 82    |       |
| 12. Februar | Lyman Young                              | US-amerikanischer Cartoonist und Comiczeichner                                                                | 90    |       |
| 13. Februar | Roland Bainton                           | US-amerikanischer protestantischer Theologe, Kirchenhistoriker und Hochschullehrer an der Yale University     | 89    |       |
| 13. Februar | Friedrich Boemke                         | deutscher Pathologe und Hochschullehrer, Ärztlicher Direktor der Städtischen Krankenanstalten Dortmund        | 77    |       |
| 13. Februar | Pierre Brambilla                         | italienischer Radrennfahrer                                                                                   | 65    |       |
| 13. Februar | Herbert Meyer                            | deutscher Jurist, Verwaltungsbeamter und Politiker (NSDAP, FDP)                                               | 84    |       |
| 13. Februar | Helmut Schneider                         | deutscher Fußballspieler und -trainer                                                                         | 70    |       |
| 13. Februar | Michael Graf Soltikow                    | deutscher Schriftsteller und Journalist                                                                       | 81    |       |
| 13. Februar | Hubert Sonneck                           | deutscher Offizier, zuletzt Generalleutnant der Bundeswehr                                                    | 70    |       |
| 14. Februar | Christoph Aschmoneit                     | deutscher Schiffbauingenieur                                                                                  | 82    |       |
| 14. Februar | Haidakhan Babaji                         | indischer religiöser Führer                                                                                   |       |       |
| 14. Februar | Eleonora Francini Corti                  | italienische Botanikerin                                                                                      | 79    |       |
| 14. Februar | Friedrich Jahn                           | deutscher Arzt und Wissenschaftler                                                                            | 95    |       |
| 14. Februar | Gjon Mili                                | US-amerikanischer Fotograf                                                                                    | 79    |       |
| 14. Februar | Horst Erich Wolter                       | deutscher Typograf, Gebrauchsgrafiker und Buchgestalter                                                       | 77    |       |
| 15. Februar | Eddy Bernard                             | französischer Jazzmusiker                                                                                     | 56    |       |
| 15. Februar | Ethel Merman                             | US-amerikanische Schauspielerin und Sängerin                                                                  | 76    |       |
| 15. Februar | Alisa Iwanowna Poret                     | russisch-sowjetische Malerin und Illustratorin                                                                | 81    |       |
| 16. Februar | Helmut von Bracken                       | deutscher Psychologe, Mediziner und Pädagoge, Autor und Publizist                                             | 84    |       |
| 16. Februar | Pierre Gendron                           | kanadischer Chemiker                                                                                          | 67    |       |
| 16. Februar | Raghib Harb                              | libanesischer Geistlicher, Mitbegründer der islamischen libanesischen Organisation Hisbollah                  |       |       |
| 16. Februar | Roberto Martínez Lacayo                  | nicaraguanischer Politiker, Regierungsjuntamitglied in Zeit der Diktatur des Somoza-Clans in Nicaragua        | 84    |       |
| 16. Februar | Muhammad Ataul Gani Osmani               | bangladeschischer Militär                                                                                     | 65    |       |
| 16. Februar | Charles Oulmont                          | französischer Schriftsteller                                                                                  | 100   |       |
| 16. Februar | Sergei Iwanowitsch Tjulpanow             | sowjetischer Offizier und Gesellschaftswissenschaftler                                                        | 82    |       |
| 17. Februar | Pawel Fjodorowitsch Batizki              | sowjetischer Militär, Marschall der Sowjetunion                                                               | 73    |       |
| 17. Februar | Josef Julius Böhm                        | österreichischer römisch-katholischer Priester, Zisterzienser, Kapellmeister und Organist                     | 86    |       |
| 17. Februar | František Hieke                          | tschechoslowakischer Oberst und Widerstandskämpfer                                                            | 90    |       |
| 17. Februar | Hans Eberhard Goldschmidt                | österreichischer Verleger und Antiquar                                                                        | 75    |       |
| 17. Februar | Karel Kolský                             | tschechoslowakischer Fußballspieler und Fußballtrainer                                                        | 69    |       |
| 17. Februar | Paul Clarence Schulte                    | US-amerikanischer Geistlicher, Erzbischof von Indianapolis                                                    | 93    |       |
| 18. Februar | Bill Boyd                                | US-amerikanischer Autorennfahrer                                                                              | 68    |       |
| 18. Februar | Eugen Gaessler                           | deutscher Mediziner                                                                                           | 86    |       |
| 18. Februar | Labib Habachi                            | ägyptischer Ägyptologe                                                                                        | 77    |       |
| 18. Februar | Friedrich Henzel                         | deutscher Betriebswirtschaftler sowie Hochschullehrer                                                         | 93    |       |
| 18. Februar | Otto Kunkel                              | deutscher Prähistoriker                                                                                       | 88    |       |
| 18. Februar | Jakob Miltz                              | deutscher Fußballspieler                                                                                      | 55    |       |
| 18. Februar | Hans Hermann Wahler                      | deutscher Politiker (FDP), MdL                                                                                | 74    |       |
| 19. Februar | Waldemar Bloch                           | österreichischer Komponist, Pianist und Musikpädagoge                                                         | 77    |       |
| 19. Februar | Paul Bresgen                             | deutscher Politiker (SPD), MdL                                                                                | 63    |       |
| 19. Februar | Heinrich Georg Graf Fink von Finkenstein | deutscher Politiker (NSDAP), MdR                                                                              | 89    |       |
| 19. Februar | Nathaniel H. Frank                       | US-amerikanischer Physiker                                                                                    | 80    |       |
| 19. Februar | Claude Hopkins                           | US-amerikanischer Jazz-Musiker                                                                                | 80    |       |
| 19. Februar | Ina Ray Hutton                           | US-amerikanische Bigband-Leaderin                                                                             | 67    |       |
| 19. Februar | Anton Mader                              | österreichischer Offizier                                                                                     | 71    |       |
| 19. Februar | Herbert Pridöhl                          | deutscher Maler, Zeichner, Illustrator und Gestalter                                                          | 76    |       |
| 19. Februar | Jesse Pye                                | englischer Fußballspieler und -trainer                                                                        | 64    |       |
| 19. Februar | Lewis J. Rachmil                         | US-amerikanischer Artdirector, Szenenbildner und Filmproduzent                                                | 75    |       |
| 19. Februar | José Salerno                             | argentinischer Fußballspieler und -trainer                                                                    | 69    |       |
| 19. Februar | Franz Weber                              | deutscher Fotograf                                                                                            | 85    |       |
| 20. Februar | Giuseppe Colombo                         | italienischer Mathematiker                                                                                    | 63    |       |
| 20. Februar | Gertrud Drechsler                        | deutsche Mundartdichterin des Erzgebirges                                                                     | 87    |       |
| 20. Februar | Fikrət Əmirov                            | aserbaidschanischer Komponist                                                                                 | 61    |       |
| 20. Februar | Oskar Kreibich                           | deutscher Maler, Grafiker und Bildhauer                                                                       | 67    |       |
| 20. Februar | Günter Linke                             | deutscher Politiker (DVP, DNVP, CDU), Mitglied des Abgeordnetenhauses von Berlin                              | 77    |       |
| 20. Februar | Otto Niemeyer-Holstein                   | deutscher Maler                                                                                               | 87    |       |
| 20. Februar | Robert Odell                             | US-amerikanischer Artdirector und Szenenbildner                                                               | 87    |       |
| 20. Februar | Edward H. Robitzek                       | US-amerikanischer Mediziner                                                                                   |       |       |
| 20. Februar | Karl Heinrich Roth-Lutra                 | deutscher Anthropologe                                                                                        | 83    |       |
| 20. Februar | Zoltán Zsebők                            | ungarischer Radiologe und Nuklearmediziner                                                                    | 75    |       |
| 21. Februar | Carl Modemann                            | deutscher Ingenieur und Landrat                                                                               | 83    |       |
| 21. Februar | Emilio Rodríguez                         | spanischer Radrennfahrer                                                                                      | 60    |       |
| 21. Februar | Erwin Scheerer                           | deutscher Bildhauer                                                                                           | 78    |       |
| 21. Februar | Michail Alexandrowitsch Scholochow       | russischer Schriftsteller                                                                                     | 78    |       |
| 21. Februar | Erwin Töllner                            | deutscher Architekt                                                                                           | 77    |       |
| 22. Februar | Emil Franzke                             | deutscher Landwirt und Politiker (Zentrum), MdL                                                               | 88    |       |
| 22. Februar | Imre Hermann                             | ungarischer Psychoanalytiker                                                                                  | 94    |       |
| 22. Februar | Alexander Hochberg                       | polnisch-deutscher Adeliger und Offizier                                                                      | 79    |       |
| 22. Februar | Wilhelm Müller                           | deutscher Feldhandballspieler                                                                                 | 74    |       |
| 22. Februar | Max Newman                               | britischer Mathematiker und Kryptologe                                                                        | 87    |       |
| 22. Februar | Leopoldo Richter                         | deutscher Maler, Keramiker und Entomologe                                                                     | 88    |       |
| 22. Februar | Delfín Sánchez Juárez                    | mexikanischer Botschafter                                                                                     | 65    |       |
| 22. Februar | David Vetter                             | US-amerikanischer Patient                                                                                     | 12    |       |
| 23. Februar | Walter Jokisch                           | deutscher Schauspieler, Theaterregisseur, Hörspielsprecher und Synchronsprecher                               | 69    |       |
| 23. Februar | Louis Joseph Reicher                     | US-amerikanischer Geistlicher, Bischof von Austin                                                             | 93    |       |
| 23. Februar | Jessamyn West                            | US-amerikanische Schriftstellerin                                                                             | 81    |       |
| 24. Februar | Otto F. Babler                           | tschechischer Übersetzer                                                                                      | 83    |       |
| 24. Februar | Lech Bądkowski                           | polnischer Schriftsteller, Journalist und Politiker                                                           | 64    |       |
| 24. Februar | Paul Gerhard Grande                      | deutscher KZ-Gefangener, Geschäftsführer des „Konzentrationslager-Ausschusses“ in Hannover                    | 70    |       |
| 24. Februar | Ernst Hofbauer                           | österreichischer Regisseur und Drehbuchautor                                                                  | 58    |       |
| 24. Februar | Helmut Schelsky                          | deutscher Soziologe                                                                                           | 71    |       |
| 24. Februar | Anthony Thannikot                        | indischer römisch-katholischer Geistlicher, Weihbischof in Verapoly                                           | 46    |       |
| 25. Februar | Clarence Crafoord                        | schwedischer Chirurg                                                                                          | 84    |       |
| 25. Februar | Simón Lecue                              | spanischer Fußballspieler                                                                                     | 72    |       |
| 26. Februar | Maurice Bologne                          | belgischer Politiker, Historiker und Linguist                                                                 | 83    |       |
| 26. Februar | Konstantin Fjodorowitsch Dankewitsch     | sowjetischer Komponist, Pianist, Dirigent und Hochschullehrer                                                 | 78    |       |
| 26. Februar | Henri Deconinck                          | französischer Radrennfahrer                                                                                   | 74    |       |
| 26. Februar | Friedrich Fröhling                       | deutscher römisch-katholischer Ordenspriester, Generalsekretär des Raphalswerkes                              |       |       |
| 26. Februar | Kurt Plötner                             | deutscher KZ-Arzt und Hochschullehrer                                                                         | 78    |       |
| 27. Februar | Karl Horejs                              | österreichischer Buchdrucker und Politiker (SPÖ), Abgeordneter zum Nationalrat                                | 68    |       |
| 27. Februar | Karl Jordan                              | deutscher Historiker                                                                                          | 76    |       |
| 27. Februar | Otto Kohlermann                          | deutscher Offizier, zuletzt Generalleutnant im Zweiten Weltkrieg                                              | 88    |       |
| 27. Februar | Michał Kondracki                         | polnischer Komponist und Musikkritiker                                                                        | 81    |       |
| 27. Februar | Laurent Michard                          | französischer Romanist und Literarhistoriker                                                                  | 69    |       |
| 28. Februar | Cornelius Chitsulo                       | malawischer Geistlicher, Bischof von Dedza                                                                    | 74    |       |
| 28. Februar | Peter Dahr                               | deutscher Mediziner                                                                                           | 77    |       |
| 28. Februar | Karl Ferdinand Helleiner                 | austrokanadischer Wirtschaftshistoriker                                                                       | 81    |       |
| 28. Februar | Gisela Leweke-Weyde                      | deutsche Archäologin, Kunsthistorikerin, Malerin und Grafikerin                                               | 89    |       |
| 28. Februar | Clemens Schmeck                          | deutscher Mediziner und Umweltpionier                                                                         | 65    |       |
| 28. Februar | Ellen Schöler                            | deutsche Schriftstellerin                                                                                     | 80    |       |
| 28. Februar | John States Seybold                      | US-amerikanischer Offizier                                                                                    | 86    |       |
| 28. Februar | Fritz Zweig                              | deutsch-US-amerikanischer Dirigent, Pianist und Komponist                                                     | 90    |       |
| 29. Februar | Heinz Autenrieth                         | deutscher Jurist                                                                                              | 77    |       |
| 29. Februar | Arno Berthold                            | deutscher antifaschistischer Widerstandskämpfer und Politiker (SED), Generalmajor der Volkspolizei in der DDR | 75    |       |
| 29. Februar | Max Grünbeck                             | deutscher Diplomat und Oberbürgermeister Friedrichshafens (1949–1977)                                         | 77    |       |
| 29. Februar | Anton Henneka                            | deutscher Jurist, Richter am Bundesgerichtshof und am Bundesverfassungsgericht                                | 83    |       |
| 29. Februar | Ludwik Starski                           | polnischer Drehbuchautor, Songwriter und Autor                                                                | 80    |       |
| Februar     | Earle R. Caley                           | US-amerikanischer Chemiker und Chemiehistoriker                                                               | 83    |       |
| Februar     | Gordon Goodwin                           | britischer Geher                                                                                              | 88    |       |
| Februar     | Joachim Preen                            | deutscher Film- und Theaterregisseur                                                                          | 43    |       |

## März
| Tag      | Name                                 | Beruf, bekannt als                                                                                              | Alter | Beleg |
| -------- | ------------------------------------ | --- | ----- | ----- |
| 1. März  | Peter Barth                          | rumänischer deutschsprachiger Dichter und Apotheker                                                             | 85    |       |
| 1. März  | Jackie Coogan                        | US-amerikanischer Schauspieler                                                                                  | 69    |       |
| 1. März  | Roland Culver                        | britischer Theater- und Filmschauspieler                                                                        | 83    |       |
| 1. März  | Hans Fleischer                       | deutscher Politiker (SPD), MdL                                                                                  | 77    |       |
| 1. März  | Danko Grlić                          | jugoslawischer Philosoph                                                                                        | 60    |       |
| 1. März  | Ernst Hagen                          | österreichischer Autor und Schauspieler                                                                         | 78    |       |
| 1. März  | Helmut Huchzermeyer                  | deutscher Musikwissenschaftler, Komponist, Musikpädagoge, Volksliedforscher                                     | 79    |       |
| 1. März  | Tada Keiichi                         | japanischer Maler                                                                                               | 83    |       |
| 1. März  | Karl Lieblich                        | deutscher Rechtsanwalt und Schriftsteller                                                                       | 88    |       |
| 1. März  | Maximilian Leopold Löblich           | österreichischer Unternehmer                                                                                    | 82    |       |
| 1. März  | Josephine Odenthal                   | deutsche Gerechte unter den Völkern                                                                             | 81    |       |
| 1. März  | Otto Sill                            | deutscher Bauingenieur                                                                                          | 77    |       |
| 1. März  | Peter Walker                         | britischer Autorennfahrer                                                                                       | 71    |       |
| 1. März  | Franz Wolf                           | deutscher Physiker                                                                                              | 85    |       |
| 2. März  | Alexander Brändle                    | deutscher Schriftsteller                                                                                        | 61    |       |
| 2. März  | Walter Froede                        | deutscher Maschinenbauer                                                                                        | 73    |       |
| 2. März  | Gertrud Meister-Zingg                | Schweizer Keramikerin                                                                                           | 85    |       |
| 2. März  | Jef Verheyen                         | belgischer Maler                                                                                                | 51    |       |
| 2. März  | Ganna Walska                         | polnisch-US-amerikanische Gesellschaftsdame, Sängerin und Gartenenthusiastin                                    | 96    |       |
| 3. März  | John Bertram Adams                   | britischer Physiker                                                                                             | 63    |       |
| 3. März  | Roy Hall                             | US-amerikanischer Country- und Rockabilly-Sänger                                                                | 61    |       |
| 3. März  | Gerhard Hardel                       | deutscher Schriftsteller                                                                                        | 71    |       |
| 3. März  | Hoshino Tatsuko                      | japanische Haiku-Dichterin                                                                                      | 80    |       |
| 3. März  | Heinrich Kirchner                    | deutscher Bildhauer                                                                                             | 81    |       |
| 3. März  | Lothar Kloimstein                    | österreichischer Jurist und Fußballfunktionär                                                                   | 65    |       |
| 3. März  | Vittorio Metz                        | italienischer Autor, Drehbuchautor und Humorist                                                                 | 79    |       |
| 3. März  | Rinty Monaghan                       | britischer Boxer                                                                                                | 65    |       |
| 3. März  | Friedrich Richter                    | deutscher Bühnen-, Film- und Fernsehschauspieler                                                                | 89    |       |
| 4. März  | Julio Ahumada                        | argentinischer Bandoneonist, Tangokomponist und Bandleader                                                      | 67    |       |
| 4. März  | Odd Bang-Hansen                      | norwegischer Schriftsteller                                                                                     | 75    |       |
| 4. März  | Martin Hürlimann                     | Schweizer Verleger und Herausgeber der Zeitschrift „Atlantis“                                                   | 86    |       |
| 4. März  | Erhardt Klonk                        | deutscher Maler und Glasmaler                                                                                   | 85    |       |
| 4. März  | Nikolai Jakowlewitsch Matjuchin      | sowjetischer Computeringenieur                                                                                  | 57    |       |
| 4. März  | Kurt Nachmann                        | österreichischer Drehbuchautor, Filmregisseur und Schauspieler                                                  | 68    |       |
| 4. März  | Tom Albert Rompelman                 | niederländischer Germanist und Literaturwissenschaftler                                                         | 77    |       |
| 4. März  | William E. Snyder                    | US-amerikanischer Kameramann                                                                                    | 82    |       |
| 5. März  | Tito Gobbi                           | italienischer Opernsänger (Bariton)                                                                             | 70    |       |
| 5. März  | Pedro Homem de Mello                 | portugiesischer Lyriker                                                                                         | 79    |       |
| 5. März  | Gérard Lebovici                      | französischer Künstleragent                                                                                     | 51    |       |
| 5. März  | Schalwa Mschwelidse                  | georgisch-sowjetischer Komponist, Hochschullehrer und Musikethnologe                                            | 79    |       |
| 5. März  | William Powell                       | US-amerikanischer Schauspieler                                                                                  | 91    |       |
| 5. März  | Hisao Tanabe                         | japanischer Musikwissenschaftler                                                                                | 100   |       |
| 6. März  | Henry Borsook                        | US-amerikanischer Biochemiker                                                                                   |       |       |
| 6. März  | Pierre Cochereau                     | französischer Komponist, Organist und Musikpädagoge                                                             | 59    |       |
| 6. März  | Billy Collins junior                 | US-amerikanischer Profiboxer                                                                                    | 22    |       |
| 6. März  | Hugh Fraser                          | britischer Politiker (Conservative Party)                                                                       | 66    |       |
| 6. März  | Martin Niemöller                     | deutscher Theologe, christlicher Widerstandskämpfer                                                             | 92    |       |
| 6. März  | Henry Wilcoxon                       | britischer Schauspieler und Filmproduzent                                                                       | 78    |       |
| 7. März  | Robert Bloch                         | französischer Autorennfahrer                                                                                    | 95    |       |
| 7. März  | Karl Neckermann                      | deutscher Leichtathlet                                                                                          | 72    |       |
| 7. März  | Charles Pisot                        | französischer Mathematiker                                                                                      | 74    |       |
| 7. März  | Willy Raphelt                        | deutscher Kletterer und Bergsteiger, Gegner des Nationalsozialismus und SED-Partei- und Sportfunktionär         | 81    |       |
| 7. März  | Paul Rotha                           | britischer Filmproduzent, Filmregisseur und Autor                                                               | 76    |       |
| 8. März  | Hermann Bickler                      | elsässischer Rechtsanwalt und autonomistischer Politiker (ELP)                                                  | 79    |       |
| 8. März  | John Morgan Davis                    | US-amerikanischer Jurist und Politiker                                                                          | 77    |       |
| 8. März  | Friedrich Oberdoerster               | deutscher Hygieniker                                                                                            | 68    |       |
| 8. März  | Klaus Schmid-Burgk                   | deutscher Jurist und Politiker (CDU), MdHB, MdB                                                                 | 70    |       |
| 9. März  | Lindley Beckworth                    | US-amerikanischer Jurist und Politiker                                                                          | 70    |       |
| 9. März  | Peter Hartmann                       | deutscher Sprachwissenschaftler                                                                                 | 60    |       |
| 9. März  | Wilhelm Hasenack                     | deutscher Wirtschaftswissenschaftler                                                                            | 82    |       |
| 9. März  | Imogen Holst                         | englische Musikschriftstellerin, Komponistin und Dirigentin                                                     | 76    |       |
| 9. März  | Kristian Johansson                   | norwegischer Skispringer                                                                                        | 76    |       |
| 9. März  | Hans Jucker                          | Schweizer klassischer Archäologe                                                                                | 66    |       |
| 9. März  | Kim Il                               | nordkoreanischer Politiker                                                                                      |       |       |
| 9. März  | Johannes Werner Klein                | deutscher Philosoph                                                                                             | 85    |       |
| 9. März  | Arnold Martignoni                    | Schweizer Eishockeyspieler                                                                                      | 82    |       |
| 9. März  | Vera Mügge                           | deutsche Kostümbildnerin                                                                                        | 72    |       |
| 9. März  | Hans Petermair                       | österreichischer Architekt und Denkmalpfleger                                                                   | 79    |       |
| 9. März  | Hanna Sturm                          | österreichische politische Aktivistin (SDAP/KPÖ) und Widerstandskämpferin gegen den Nationalsozialismus         | 93    |       |
| 9. März  | Vladimír Tomek                       | tschechoslowakischer Jazzgitarrist und Komponist                                                                | 61    |       |
| 10. März | Ulrich Bogs                          | deutscher Pharmazeut und Hochschullehrer                                                                        | 75    |       |
| 10. März | José Canet                           | argentinischer Tangogitarrist, Bandleader, Komponist und Textdichter                                            | 68    |       |
| 10. März | Rudolf Farner                        | Schweizer Werber und Jurist                                                                                     | 66    |       |
| 10. März | Eugene Frenke                        | russisch-US-amerikanischer Produzent, Regisseur und Drehbuchautor                                               | 89    |       |
| 10. März | I. S. Johar                          | indischer Schauspieler, Regisseur und Drehbuchautor                                                             | 64    |       |
| 10. März | Maurice Macmillan                    | britischer Politiker (Conservative Party), Mitglied des House of Commons                                        | 63    |       |
| 10. März | June Marlowe                         | US-amerikanische Schauspielerin deutscher Herkunft                                                              | 80    |       |
| 10. März | Donrowyn Namdag                      | mongolischer Schriftsteller                                                                                     |       |       |
| 10. März | Fritz Gottlieb Pfister               | schweizerischer Unternehmer                                                                                     | 93    |       |
| 10. März | Wilhelm Seedorf                      | deutscher Agrarökonom                                                                                           | 102   |       |
| 10. März | Emil J. Walter                       | Schweizer Wissenschaftssoziologe                                                                                | 86    |       |
| 11. März | Helmut Brümmer-Patzig                | deutscher Fregattenkapitän                                                                                      | 93    |       |
| 11. März | Charles Hodson, Baron Hodson         | britischer Jurist                                                                                               | 88    |       |
| 11. März | Hermann Lichtenegger                 | österreichischer Gewerkschafter                                                                                 | 83    |       |
| 11. März | Raymond Mastrotto                    | französischer Radrennfahrer                                                                                     | 49    |       |
| 11. März | Ward Miller                          | US-amerikanischer Politiker                                                                                     | 81    |       |
| 11. März | Georg Wilhelm Sante                  | deutscher Historiker und Archivar                                                                               | 87    |       |
| 12. März | Gotha Andersen                       | dänischer Schauspieler, Drehbuchautor und Lehrer                                                                | 63    |       |
| 12. März | Edwin Kemble                         | US-amerikanischer Physiker                                                                                      | 95    |       |
| 12. März | Hans Kriesi                          | Schweizer Lehrer und Bühnenautor                                                                                | 92    |       |
| 12. März | Hans Melchior                        | deutscher Botaniker                                                                                             | 89    |       |
| 12. März | Colin Ratsey                         | britischer Segler                                                                                               | 77    |       |
| 12. März | Paul Vogt                            | Schweizer Flüchtlingspfarrer                                                                                    | 83    |       |
| 12. März | Heinz Oskar Wuttig                   | deutscher Schriftsteller und Drehbuchautor                                                                      | 76    |       |
| 13. März | Marie Griesbach                      | deutsche Revolutionärin, Anthroposophin und Dichterin                                                           | 87    |       |
| 13. März | François Le Lionnais                 | französischer Schriftsteller, Wissenschaftsjournalist und Verleger                                              | 82    |       |
| 13. März | Alois Purgathofer                    | österreichischer Astronom                                                                                       | 59    |       |
| 13. März | Franz Joseph Schneider               | deutscher Journalist und Werbefachmann                                                                          | 72    |       |
| 14. März | Roswith Capesius                     | rumäniendeutsche Ethnologin, Kunsthistorikerin, Malerin und Lyrikerin                                           | 55    |       |
| 14. März | Franco Gaeta                         | italienischer Historiker                                                                                        | 58    |       |
| 14. März | Aurelio Peccei                       | italienischer Industrieller sowie Mitbegründer des Club of Rome                                                 | 75    |       |
| 14. März | Howhannes Schiras                    | armenischer Dichter                                                                                             | 68    |       |
| 14. März | Magnus Stephensen                    | dänischer Architekt und Designer                                                                                | 80    |       |
| 15. März | Ken Carpenter                        | US-amerikanischer Diskuswerfer                                                                                  | 70    |       |
| 15. März | Johann Harnischfeger                 | deutscher Politiker (CDU), MdB                                                                                  | 84    |       |
| 15. März | Ulrich Kessler                       | deutscher Komponist und Pianist                                                                                 | 78    |       |
| 15. März | Friedrich Krüger                     | deutscher Politiker (SPD), MdA                                                                                  | 88    |       |
| 15. März | Therese Mülhause-Vogeler             | deutsche Lehrerin, Graphologin und Schriftstellerin                                                             | 91    |       |
| 15. März | Giorgio Venturini                    | italienischer Filmproduzent und -regisseur                                                                      | 76    |       |
| 16. März | Evencio Castellanos                  | venezolanischer Komponist, Pianist und Musikpädagoge                                                            | 68    |       |
| 16. März | John Romig                           | US-amerikanischer Leichtathlet                                                                                  | 85    |       |
| 16. März | Yamaguchi Kayō                       | japanischer Maler                                                                                               | 84    |       |
| 17. März | Konstantin Sergejewitsch Badigin     | sowjetischer Seeoffizier, Polarforscher und Schriftsteller                                                      | 73    |       |
| 17. März | Luis Brighenti                       | argentinischer Tangopianist, Komponist und Bandleader                                                           | 77    |       |
| 17. März | Wilhelm Filzen                       | deutscher und Politiker (CDU), MdBB                                                                             | 68    |       |
| 17. März | Paul Woolley                         | US-amerikanischer Historiker und Hochschullehrer                                                                | 82    |       |
| 18. März | Jorge Chebataroff                    | uruguayischer Geograph und Botaniker                                                                            | 75    |       |
| 18. März | Maurice Daumas                       | französischer Wissenschaftshistoriker                                                                           | 73    |       |
| 18. März | Hans Hien                            | deutscher katholischer Jurist                                                                                   | 78    |       |
| 18. März | Matthias Luchsinger                  | Schweizer Politiker (FDP)                                                                                       | 64    |       |
| 18. März | Carrie Pickles                       | britische Turnerin                                                                                              | 79    |       |
| 18. März | Thomas J. M. Schopf                  | US-amerikanischer Paläontologe                                                                                  | 44    |       |
| 18. März | Paul Francis Webster                 | US-amerikanischer Songtexter                                                                                    | 76    |       |
| 19. März | Richard Bellman                      | US-amerikanischer Mathematiker, Erfinder der Dynamischen Programmierung                                         | 63    |       |
| 19. März | Jean-Pierre Cherid                   | französischer Terrorist in der OAS                                                                              | 43    |       |
| 19. März | Erwin Franzkowiak                    | deutscher Hockeyspieler                                                                                         | 89    |       |
| 19. März | Réal Gagnier                         | kanadischer Oboist und Musikpädagoge                                                                            | 78    |       |
| 19. März | Bo Ljungberg                         | schwedischer Stabhochspringer und Dreispringer                                                                  | 72    |       |
| 19. März | Nakanoshima Kin’ichi                 | japanischer Komponist                                                                                           | 79    |       |
| 19. März | Ivo Veit                             | deutscher Schauspieler, Kabarettist und Regisseur                                                               | 74    |       |
| 19. März | Garry Winogrand                      | US-amerikanischer Fotograf                                                                                      | 56    |       |
| 20. März | Stan Coveleski                       | US-amerikanischer Baseballspieler                                                                               | 94    |       |
| 20. März | Kerime Nadir                         | türkische Schriftstellerin                                                                                      | 67    |       |
| 20. März | Henry Palmer                         | US-amerikanischer Stride-Pianist                                                                                | 85    |       |
| 20. März | Josef Schaper                        | deutscher Schauspieler                                                                                          | 83    |       |
| 20. März | Robin Tait                           | neuseeländischer Diskuswerfer und Kugelstoßer                                                                   | 43    |       |
| 20. März | Richard L. Van Enger                 | US-amerikanischer Filmeditor                                                                                    | 69    |       |
| 21. März | Antonio Crast                        | italienischer Schauspieler                                                                                      | 72    |       |
| 21. März | Norma Farber                         | US-amerikanische Kinderbuch-Autorin und Lyrikerin                                                               | 74    |       |
| 21. März | August Frank                         | deutscher SS-Führer und Verurteilter der Nürnberger Prozesse                                                    | 85    |       |
| 21. März | Shauna Grant                         | US-amerikanische Erotik- und Pornodarstellerin                                                                  | 20    |       |
| 21. März | Hans Georg Küssner                   | deutscher Physiker und Aeronautiker                                                                             | 83    |       |
| 21. März | Sam Leavitt                          | US-amerikanischer Kameramann                                                                                    | 80    |       |
| 21. März | Erhard Riemann                       | deutscher Volkskundler; Hochschullehrer in Kiel                                                                 | 76    |       |
| 21. März | Paul Rost                            | deutscher Polizeibeamter, verantwortlich für Massenmorde an Behinderten und Juden im Nationalsozialismus        | 79    |       |
| 22. März | Otto Eckstein                        | US-amerikanischer Ökonom und Hochschullehrer                                                                    | 56    |       |
| 22. März | Hugo Gottschlich                     | österreichischer Kammerschauspieler                                                                             | 78    |       |
| 22. März | Frank Mater                          | deutscher Flüchtling, Todesopfer an der innerdeutschen Grenze                                                   | 20    |       |
| 22. März | Josef Müller                         | deutscher Fußballspieler und -trainer                                                                           | 90    |       |
| 22. März | Georg Niemeier                       | deutscher Geograph                                                                                              | 80    |       |
| 22. März | Susanne Pastoors                     | deutsche Leichtathletin                                                                                         | 70    |       |
| 22. März | Walter F. Schirmer                   | deutscher Philologe                                                                                             | 95    |       |
| 22. März | Helmut Straube                       | deutscher Ethnologe                                                                                             | 60    |       |
| 22. März | Wacław Wycisk                        | polnischer römisch-katholischer Geistlicher, Weihbischof in Opole                                               | 72    |       |
| 23. März | Knud Børge Andersen                  | dänischer Politiker, Mitglied des Folketing                                                                     | 69    |       |
| 23. März | Walther Hellige                      | deutscher Politiker (FDP, CDU), MdB                                                                             | 74    |       |
| 23. März | Hans Kalbfell                        | deutscher Schwergewichtsboxer                                                                                   | 53    |       |
| 23. März | Franz Leisser                        | österreichischer Lehrer und Politiker (ÖVP), Abgeordneter zum Nationalrat                                       | 69    |       |
| 23. März | Jean Prouvé                          | französischer Architekt und Designer                                                                            | 82    |       |
| 24. März | Lilla Brignone                       | italienische Schauspielerin                                                                                     | 70    |       |
| 24. März | Fritz Ehlert                         | deutscher Schauspieler und Kabarettist                                                                          | 48    |       |
| 24. März | Manuel Fleitas Solich                | paraguayischer Fußballspieler und -trainer                                                                      | 83    |       |
| 24. März | Aenne Gehling                        | deutsche Politikerin (CDU), MdL                                                                                 | 82    |       |
| 24. März | Marie Howet                          | belgische Illustratorin und Malerin des Expressionismus                                                         | 87    |       |
| 24. März | Sam Jaffe                            | US-amerikanischer Schauspieler                                                                                  |       |       |
| 24. März | Josef Kriegisch                      | deutscher Jurist und Kommunalpolitiker (SPD), Bürgermeister von Waldkraiburg, Abgeordneter im Bayerischen La... | 61    |       |
| 24. März | Johannes Linzbach                    | deutscher Mediziner                                                                                             | 74    |       |
| 24. März | William Voltz                        | deutscher Schriftsteller                                                                                        | 46    |       |
| 24. März | Xu Huang                             | Diplomat der Volksrepublik China                                                                                |       |       |
| 25. März | Bernhard Fellmann                    | deutscher Architekt und Maler                                                                                   | 79    |       |
| 25. März | Jack Groob                           | ukrainisch-kanadischer Geiger und Dirigent                                                                      | 64    |       |
| 25. März | Anton Kochs                          | deutscher katholischer Priester                                                                                 | 81    |       |
| 25. März | Robert Mandrou                       | französischer Historiker                                                                                        | 63    |       |
| 25. März | Pietro Severi                        | italienischer römisch-katholischer Geistlicher, Bischof von Palestrina                                          | 80    |       |
| 26. März | Branko Ćopić                         | jugoslawischer Schriftsteller                                                                                   | 69    |       |
| 26. März | Franziskus Dellgruen                 | deutscher Maler und Graphiker                                                                                   | 82    |       |
| 26. März | Franz Gross                          | deutscher Pharmakologe                                                                                          | 71    |       |
| 26. März | Elli Kühne                           | deutsche Schriftstellerin                                                                                       | 73    |       |
| 26. März | Bora Laskin                          | kanadischer Richter, Vorsitzender des Obersten Gerichtshofes                                                    | 71    |       |
| 26. März | Ahmed Sékou Touré                    | guineischer Diktator                                                                                            | 62    |       |
| 26. März | Octávio Trompowsky                   | brasilianischer Schachspieler                                                                                   | 86    |       |
| 27. März | Jack Donohue                         | US-amerikanischer Tänzer, Choreograph, Drehbuchautor, Filmkomponist, Fernsehproduzent sowie Bühnen-, Film- u... | 75    |       |
| 27. März | Isaac Forster                        | senegalesischer Jurist                                                                                          | 80    |       |
| 27. März | Rolf Meinecke                        | deutscher Arzt und Politiker (SPD), MdHB, MdB                                                                   | 66    |       |
| 27. März | Josef Pröll                          | deutscher Widerstandskämpfer gegen den Nationalsozialismus                                                      | 73    |       |
| 28. März | Marija Alexandrowna Bolschanina      | russische Physikerin, Materialwissenschaftlerin und Hochschullehrerin                                           | 85    |       |
| 28. März | Carmen Dragon                        | US-amerikanischer Filmkomponist                                                                                 | 69    |       |
| 28. März | Ernst Heinrich                       | deutscher Bauforscher                                                                                           | 84    |       |
| 28. März | Emmanuil Nojewitsch Jewserichin      | sowjetischer Fotograf                                                                                           |       |       |
| 28. März | Michael Keeping                      | englischer Fußballspieler und -trainer                                                                          | 81    |       |
| 28. März | Comins Mansfield                     | englischer Schachkomponist                                                                                      | 87    |       |
| 28. März | Benjamin Mays                        | US-amerikanischer Lehrer und baptistischer Pastor                                                               | 89    |       |
| 28. März | August Schäfer                       | deutscher Reichsgerichtsrat                                                                                     | 95    |       |
| 29. März | Henry Brooke, Baron Brooke of Cumnor | britischer Politiker (Conservative Party), Mitglied des House of Commons                                        | 80    |       |
| 29. März | Edwin B. Forsythe                    | US-amerikanischer Politiker                                                                                     | 68    |       |
| 29. März | Willy Haibel                         | deutscher Schauspieler                                                                                          | 82    |       |
| 29. März | Benedetto Mazzacurati                | italienischer Violoncellist und Komponist                                                                       | 85    |       |
| 29. März | Carlos Orozco Romero                 | mexikanischer Künstler                                                                                          |       |       |
| 29. März | Irénée Rochard                       | französischer Bildhauer                                                                                         | 78    |       |
| 29. März | Herbert Tucholski                    | deutscher Kunstmaler und Grafiker                                                                               | 87    |       |
| 29. März | Dietrich Wilde                       | deutscher Jurist, Stadtdirektor in Peine                                                                        | 75    |       |
| 30. März | Fransje Carbasius                    | niederländische Bildhauerin                                                                                     | 98    |       |
| 30. März | Gaëtan Dugas                         | frankokanadischer Steward für Air Canada, früher AIDS-Patient                                                   | 31    |       |
| 30. März | Hollis Frampton                      | US-amerikanischer Filmkünstler und Fotograf                                                                     | 48    |       |
| 30. März | András Keve                          | ungarischer Ornithologe                                                                                         | 74    |       |
| 30. März | Hans Lepperdinger                    | deutscher Militär, Oberst der deutschen Wehrmacht im Zweiten Weltkrieg                                          | 78    |       |
| 30. März | Karl Rahner                          | deutscher katholischer Theologe                                                                                 | 80    |       |
| 31. März | Gustav Betham                        | samoanischer Politiker und Diplomat                                                                             | 68    |       |
| 31. März | Joe L. Evins                         | US-amerikanischer Politiker                                                                                     | 73    |       |
| 31. März | Constance Jeans                      | britische Freistilschwimmerin                                                                                   | 84    |       |
| 31. März | Ronald Clark O’Bryan                 | US-amerikanischer Giftmörder                                                                                    | 39    |       |
| 31. März | Sante Portalupi                      | italienischer Geistlicher, römisch-katholischer Erzbischof und vatikanischer Diplomat                           | 74    |       |
| 31. März | Hedwig Schlichter                    | österreichische Schauspielerin, Regisseurin, Theaterleiterin und Schauspiellehrerin                             | 85    |       |
| 31. März | Philipp Wurzbacher                   | deutscher Politiker (NSDAP), MdR                                                                                | 85    |       |
| März     | Franz Reisz                          | österreichisch-US-amerikanischer Illustrator                                                                    | 74    |       |
| März     | Miodrag Stanojlovic                  | serbisch-orthodoxer Priester und Opfer des Nationalsozialismus                                                  | 75    |       |